# Spartathlon

Đài tưởng niệm ở Sparta với tên của những người chiến thắng Spartathlon

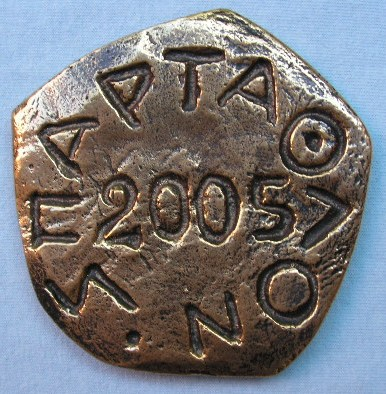
Huy chương của người về đích

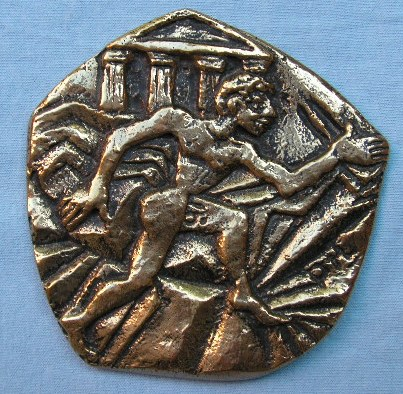
Mặt trái của huy chương

Spartathlon là một cuộc đua ultramarathon dài 246 km (153 mi) được tổ chức hàng năm ở Hy Lạp kể từ năm 1983, giữa Athens và Sparti, thị trấn hiện đại trên địa điểm của Sparta cổ đại. Trái ngược với câu chuyện về nguồn gốc lịch sử của cuộc đua marathon, spartathlon dựa trên cuộc chạy lịch sử của Pheidippides, người đã chạy từ Athens đến Sparta trước trận Marathon trong một ngày rưỡi để tìm kiếm viện trợ chống lại người Ba Tư. Năm sĩ quan Không quân Hoàng gia Anh đã tham gia khóa học vào năm 1982 và cuộc thi được bắt đầu vào năm sau. Người chiến thắng Spartathlon đầu tiên, Yiannis Kouros, vẫn giữ kỷ lục về thời gian nhanh nhất là 20 giờ 25 phút.
Khi cuộc đua ngày càng phổ biến, các tiêu chí đầu vào nghiêm ngặt đã được thực hiện để đảm bảo những người tham gia có đủ sức khỏe để tham gia cuộc đua. Cuộc đua có 75 trạm kiểm soát nơi các quan chức cuộc đua loại bỏ những người chạy không đạt mốc thời gian hoặc quá mệt mỏi để tiếp tục.

## Xuất xứ
Spartathlon nhằm lần theo dấu chân của Pheidippides, một sứ giả Athen được cử đến Sparta vào năm 490 trước Công nguyên để tìm kiếm sự giúp đỡ chống lại người Ba Tư trong trận Marathon. Pheidippides, theo lời kể của nhà sử học Hy Lạp Herodotus, đã đến Sparta một ngày sau khi khởi hành. Herodotus đã viết: "Nhân dịp chúng tôi nói chuyện khi Pheidippides được các tướng Athen phái đến, và theo lời kể của chính anh ta, nhìn thấy Pan trên hành trình của mình, anh ta đến Sparta ngay ngày hôm sau sau khi rời khỏi thành phố Athens. "
Dựa trên lời kể này, John Foden, một sĩ quan của Lực lượng Không quân Hoàng gia và là một vận động viên chạy cự ly dài, đã đến Hy Lạp vào năm 1982 cùng với bốn sĩ quan để kiểm tra xem liệu có thể vượt qua quãng đường gần 250 km trong một ngày rưỡi hay không. Ba vận động viên đã hoàn thành cự ly thành công: John Foden trong 37:37, John Scholtens trong 34:30 và John McCarthy trong 39:00. Năm sau, một nhóm những người ủng hộ nhiệt tình (Anh, Hy Lạp và các quốc tịch khác) có trụ sở tại Phòng Thương mại Hy Lạp của Anh ở Athens và do Philhellene Michael Callaghan dẫn đầu tổ chức giải chạy Cuộc đua Spartathlon Quốc tế Mở rộng đầu tiên. Sự kiện được tổ chức dưới sự bảo trợ của SEGAS, Hiệp hội điền kinh nghiệp dư Hy Lạp.

## Cuộc đua
Spartathlon thường được tổ chức vào khoảng cuối tháng Chín. Người chạy có 36 giờ để chạy 245 kilômét (152 mi), gần tương đương với sáu cuộc đua marathon liên tiếp, giữa Athens và Sparti, địa điểm của Sparta cổ đại. Các vận động viên phải đối mặt với cái nóng của Hy Lạp vào ban ngày, cái lạnh vào ban đêm và địa hình đồi núi. Có 75 trạm kiểm soát trên đường đi, nơi người chạy sẽ bị truất quyền thi đấu vì lý do an toàn nếu họ không đáp ứng các mốc thời gian. Nhiều người chạy có đội hỗ trợ họ trong suốt cuộc đua, chẳng hạn như giúp họ tiếp tế tại các trạm kiểm soát. Những người không về đích sẽ được đón bằng xe buýt và cùng nhau đưa đến Sparta.
Cuộc đua bắt đầu lúc 7:00 sáng, khoảng khi bình minh ló dạng, dưới chân Acropolis của Athens, gần Odeon của Herodes Atticus và Agora của Athens. Các vận động viên chạy về phía tây và trạm kiểm soát chính đầu tiên là 80 kilômét (50 mi), tại Kênh Corinth trên eo đất Corinth nối Peloponnese với lục địa Hy Lạp. Người chạy sau đó tiến đến địa điểm của Corinth cổ đại.
Vận động viên leo lên 1.200 mét (3.900 ft)   đèo cao Sangas trên Núi Parthenion, và sau đó đi xuống Tegea, khoảng 200 kilômét (120 mi)   từ khi bắt đầu cuộc đua. Theo Herodotus, Pheidippides đã nhìn thấy Pan ở Tegea, đây có thể là trường hợp đầu tiên được ghi nhận về ảo giác do tập thể dục. Phần còn lại của cuộc đua là 50 kilômét (31 mi)   đoạn xuống dốc đến thị trấn Sparta.
Kết thúc cuộc đua là bức tượng của Leonidas I, vị vua Sparta đã chết trong trận Thermopylae chiến đấu với quân Ba Tư mười năm sau Marathon, được đặt ở cuối con phố chính ở Sparta. Các vận động viên hoàn thành cuộc đua sẽ nhận được một vòng nguyệt quế và nước từ các nữ sinh mặc quần áo chitons, và được sử dụng lều y tế. Quốc ca của người chiến thắng cũng được vang lên.
Không có giải thưởng tiền tệ nào được trao cho bất kỳ người về đích nào, nhưng chiến thắng cuộc đua được coi là có uy tín và tạo ra sự công khai giúp thu hút các nhà tài trợ. Không giống như Pheidippides, không ai trong số các vận động viên chạy đua phải thực hiện lượt về để trở lại Athens.

## Yêu cầu đầu vào
Để chạy trong cuộc đua này, một cá nhân gần đây phải thực hiện ít nhất một trong số các thành tích đủ điều kiện, chẳng hạn như:
- Kết thúc một cuộc đua ít nhất   trong thời gian dưới 10 giờ (nam) hoặc 10 giờ 30 phút (nữ).
- Cạnh tranh trong một sự kiện hơn 200 km (120 mi) và hoàn thành nó trong vòng chưa đầy 29 giờ (nam) hoặc 30 giờ (nữ).
- Thi đấu Spartathlon trong vòng hai năm trước và vượt qua ngọn núi để đến trạm kiểm soát Nestani ở 172 km (107 mi) trong vòng chưa đầy 24 giờ 30 phút.

Các tiêu chí đã được thắt chặt ít nhất một lần trong quá khứ và một cuộc bỏ phiếu được đưa ra, vì uy tín của cuộc đua ngày càng tăng và số lượng vận động viên đủ điều kiện tăng dần có nghĩa là nó luôn luôn được đăng ký quá mức; tuy nhiên, những vận động viên ưu tú có thể vượt quá tiêu chí với một biên độ lớn (25%, trước đây là 20%) có thể tránh được cuộc bỏ phiếu và tự động đủ điều kiện. Các mục nhập hiện được giới hạn ở 400 mỗi năm với các vòng loại không tự động được chọn thông qua một hệ thống xổ số.

## Kỷ lục

### Nam
Thời gian = giờ:phút:giây
| Năm  | thứ nhất                       | Quốc tịch  | Thời gian | thứ nhì                    | Quốc tịch    | Thời gian | thứ 3                          | Quốc tịch    | Thời gian |
| ---- | ------------------------------ | ---------- | --------- | -------------------------- | ------------ | --------- | ------------------------------ | ------------ | --------- |
| 1983 | Yiannis Kouros                 | Hy Lạp     | 21:53:42  | Dusan Mravlje              | Nam Tư       | 24:40:38  | Alan Fairbrother               | Bản mẫu:GRB  | 27:39:14  |
| 1984 | Yiannis Kouros                 | Hy Lạp     | 20:25:00  | Dusan Mravlje              | Nam Tư       | 23:44:00  | Patrick Macke                  | Anh Quốc     | 24:32:05  |
| 1985 | Patrick Macke                  | Anh Quốc   | 23:18:00  | Dusan Mravlje              | Nam Tư       | 24:39:22  | Jean Calbera                   | Pháp         | 24:42:00  |
| 1986 | Yiannis Kouros                 | Hy Lạp     | 21:57:00  | Ernő Kis-Király            | Hungary      | 26:07:00  | Peter Mann                     | Đức          | 26:41:00  |
| 1987 | Rune Larsson                   | Thụy Điển  | 24:41:46  | Patrick Macke              | Anh Quốc     | 26:41:51  | James Zarei                    | Anh Quốc     | 27:27:16  |
| 1988 | Rune Larsson                   | Thụy Điển  | 24:42:05  | James Zarei                | Iran         | 25:59:42  | Georges Makris                 | Hy Lạp       | 26:47:00  |
| 1989 | Patrick Macke                  | Anh Quốc   | 24:32:05  | Rune Larsson               | Thụy Điển    | 25:28:48  | Seiichi Morikawa               | Nhật Bản     | 26:08:18  |
| 1990 | Yiannis Kouros                 | Hy Lạp     | 20:29:04  | Patrick Macke              | Anh Quốc     | 23:08:41  | János Bogár                    | Hungary      | 24:49:19  |
| 1991 | János Bogár                    | Hungary    | 24:15:31  | James Zarei                | Anh Quốc     | 26:48:50  | George Stoakes                 | Bản mẫu:GRB  | 30:50:35  |
| 1992 | Rusko Kadiev                   | Bulgaria   | 24:08:13  | Paul Beckers               | Bỉ           | 25:05:48  | Roy Pirrung                    | Hoa Kỳ       | 28:33:02  |
| 1993 | Rune Larsson                   | Thụy Điển  | 25:57:12  | Jean-Claude Lapeyrigne     | Pháp         | 29:48:00  | Schutze W.D.                   | Đức          | 29:50:38  |
| 1994 | James Zarei                    | Anh Quốc   | 26:15:00  | Kenji Okiyama              | Nhật Bản     | 25:55:00  | Peeter Kirppu                  | Estonia      | 26:07:00  |
| 1995 | James Zarei                    | Anh Quốc   | 25:59:42  | Vasilios Chalkias          | Hy Lạp       | 27:49:46  | Kazuyoshi Ikeda                | Nhật Bản     | 28:12:00  |
| 1996 | Roland Vuillemenot             | Pháp       | 26:21:00  | Mravlje Dusan              | Slovenia     | 27:55:00  | Roy Pirrung                    | Hoa Kỳ       | 27:56:32  |
| 1997 | Constantinos Repos             | Hy Lạp     | 23:37:00  | Kenji Okiyama              | Nhật Bản     | 25:55:00  | Rune Larsson                   | Thụy Điển    | 28:11:00  |
| 1998 | Kostas Reppos                  | Hy Lạp     | 25:11:41  | Kenzi(Kenji) Okiyama       | Nhật Bản     | 26:13:13  | James Zarei                    | Bản mẫu:GRB  | 26:44:04  |
| 1999 | Jens Lukas                     | Đức        | 25:38:03  | Jean Pierre Guyomarch      | Pháp         | 27:08:57  | Jun Onoki                      | Nhật Bản     | 27:16:36  |
| 2000 | Masayuki Ohtaki (Otaki, Ōtaki) | Nhật Bản   | 24:01:10  | Jens Lukas                 | Đức          | 24:59:54  | Cees Verhagen                  | Hà Lan       | 25:35:50  |
| 2001 | Valmir Nunes                   | Brasil     | 23:18:05  | Jens Lukas                 | Đức          | 24:46:51  | Ryōichi Sekiya                 | Nhật Bản     | 25:27:30  |
| 2002 | Ryōichi Sekiya                 | Nhật Bản   | 23:47:54  | Markus Thalmann            | Áo           | 25:16:56  | Jeffry Oonk                    | Hà Lan       | 26:58:55  |
| 2003 | Markus Thalmann                | Áo         | 23:28:24  | Valmir Nunes               | Brasil       | 25:30:35  | Jean-Jacques Moros             | Pháp         | 26:26:16  |
| 2004 | Jens Lukas                     | Đức        | 25:49:59  | Markus Thalmann            | Áo           | 26:20:02  | Martin Juri                    | Úc           | 27:19:15  |
| 2005 | Jens Lukas                     | Đức        | 24:20:39  | Jean-Jacques Moros         | Pháp         | 25:03:30  | Markus Thalmann                | Áo           | 26:34:42  |
| 2006 | Scott Jurek                    | Hoa Kỳ     | 22:52:18  | Ryōichi Sekiya             | Nhật Bản     | 24:14:11  | Masayuki Ohtaki (Otaki, Ōtaki) | Nhật Bản     | 25:19:12  |
| 2007 | Scott Jurek                    | Hoa Kỳ     | 23:12:14  | Piotr Kurylo               | Ba Lan       | 24:29:41  | Valmir Nunes                   | Brasil       | 25:37:40  |
| 2008 | Scott Jurek                    | Hoa Kỳ     | 22:20:01  | Markus Thalmann            | Áo           | 24:52:09  | Lars Skytte Christoffersen     | Đan Mạch     | 25:29:41  |
| 2009 | Ryōichi Sekiya                 | Nhật Bản   | 23:48:24  | Lars Skytte Christoffersen | Đan Mạch     | 24:32:00  | Jon Harald Berge               | Na Uy        | 25:10:00  |
| 2010 | Ivan Cudin                     | Ý          | 23:03:06  | Jan Albert Lantink         | Hà Lan       | 23:31:00  | Jan Prochaska                  | Đức          | 24:56:00  |
| 2011 | Ivan Cudin                     | Ý          | 22:57:40  | Yuji Sakai                 | Nhật Bản     | 24:22:24  | Michael Vanicek                | Đức          | 24:55:59  |
| 2012 | Stu Thoms                      | Đức        | 26:28:19  | Tetsuo Kiso                | Nhật Bản     | 26:36:23  | Markus Thalmann                | Áo           | 27:14:25  |
| 2013 | João Oliveira                  | Bồ Đào Nha | 23:28:31  | Florian Reus               | Đức          | 25:29:11  | Ivan Cudin                     | Ý            | 25:53:44  |
| 2014 | Ivan Cudin                     | Ý          | 22:27:57  | Florian Reus               | Đức          | 23:56:19  | Andrzej Radzikowski            | Ba Lan       | 25:48:25  |
| 2015 | Florian Reus                   | Đức        | 23:16:44  | Dan Lawson                 | Anh Quốc     | 23:53:05  | Hansen Kim                     | Đan Mạch     | 23:53:52  |
| 2016 | Andrzej Radzikowski            | Ba Lan     | 23:02:23  | Marco Bonfiglio            | Ý            | 23:36:58  | Radek Brunner                  | Cộng hòa Séc | 24:07:29  |
| 2017 | Aleksandr Sorokin              | Litva      | 22:04:04  | Radek Brunner              | Cộng hòa Séc | 22:49:37  | Nikolaos Sideridis             | Hy Lạp       | 22:58:40  |
| 2018 | Yoshihiko Ishikawa             | Nhật Bản   | 22:55:13  | Radek Brunner              | Cộng hòa Séc | 23:37:25  | João Oliveira                  | Bồ Đào Nha   | 24:34:30  |
| 2019 | Bódis Tamás                    | Hungary    | 26:29:24  | Csécei Zoltán              | Hungary      | 27:16:59  | Radek Brunner                  | Cộng hòa Séc | 27:26:20  |

### Nữ
Thời gian = giờ:phút:giây
| Năm  | thứ nhất                                      | Quốc tịch  | Thời gian | thứ nhì                                         | Quốc tịch       | Thời gian | thứ 3                | Quốc tịch   | Thời gian |
| ---- | --------------------------------------------- | ---------- | --------- | ----------------------------------------------- | --------------- | --------- | -------------------- | ----------- | --------- |
| 2019 | Zsuzsanna Maraz                               | Hungary    | 30:16:18  | Irina Masanova                                  | Nga             | 31:18:08  | Natasa Robnik        | Slovenia    | 32:15:31  |
| 2018 | Zsuzsanna Maraz                               | Hungary    | 27:05:28  | Kateřina Kašparová                              | Cộng hòa Séc    | 27:47:16  | Teija Honkonen       | Phần Lan    | 28:36:08  |
| 2017 | Patrycja Bereznowska                          | Ba Lan     | 24:48:18  | Zsuzsanna Maraz                                 | Hungary         | 25:43:40  | Aleksandra Niwińska  | Ba Lan      | 26:28:48  |
| 2016 | Katalin Nagy                                  | Hoa Kỳ     | 25:22:26  | Smith Pam                                       | Hoa Kỳ          | 27:11:53  | Maraz Zsuzsanna      | Hungary     | 27:44:01  |
| 2015 | Katalin Nagy                                  | Hoa Kỳ     | 25:06:05  | Alyson Venti                                    | Hoa Kỳ          | 26:50:51  | Szilvia Lubics       | Hungary     | 29:18:44  |
| 2014 | Szilvia Lubics                                | Hungary    | 26:53:40  | Katalin Nagy                                    | Hoa Kỳ          | 28:55:03  | Eva Esnaola          | Tây Ban Nha | 30:52:41  |
| 2013 | Szilvia Lubics                                | Hungary    | 28:03:04  | Antje Krause                                    | Đức             | 30:07:15  | Heike Bergmann       | Đức         | 30:22:03  |
| 2012 | Elizabeth Hawker (also 3rd overall that year) | Anh Quốc   | 27:02:17  | Leonie van den Haak                             | Hà Lan          | 28:42:36  | Szilvia Lubics       | Hungary     | 29:45:56  |
| 2011 | Szilvia Lubics                                | Hungary    | 29:07:39  | Ruth Podgornik Res                              | Slovenia        | 32:17:19  | Mimi Anderson        | Bản mẫu:GRB | 32:33:23  |
| 2010 | Emily Gelder                                  | Anh Quốc   | 30:17:03  | Heather Fouwdlink-Hawker                        | Anh Quốc        | 32:43:00  | Yoshiko Matsuda      | Nhật Bản    | 33:31:00  |
| 2009 | Sumie Inagaki                                 | Nhật Bản   | 27:39:49  | Yoshiko Matsuda                                 | Nhật Bản        | 31:16:00  | Lisa Bliss           | Hoa Kỳ      | 32:27:00  |
| 2008 | Sook-Hue Hur                                  | Hàn Quốc   | 30:03:22  | Stacey Bunton                                   | Hoa Kỳ          | 31:25:59  | Heinlein Marika      | Đức         | 31:39:19  |
| 2007 | Akiko Sakamoto                                | Nhật Bản   | 31:09:24  | Vrigitte Bec                                    | Pháp            | 31:56:03  | Kimie Noto           | Nhật Bản    | 32:11:05  |
| 2006 | Sumie Inagaki                                 | Nhật Bản   | 28:37:20  | Takako Furuyama                                 | Nhật Bản        | 31:40:31  | Mary Larsson-Hanudel | Hoa Kỳ      | 31:41:56  |
| 2005 | Kimie Noto                                    | Nhật Bản   | 30:23:07  | Elke Streicher                                  | Đức             | 32:19:59  | Anke Drescher        | Đức         | 32:52:23  |
| 2004 | Kimie Noto                                    | Nhật Bản   | 29:57:40  | Hiroko Okiyama                                  | Nhật Bản        | 31:01:17  | Anke Drescher        | Đức         | 32:55:26  |
| 2003 | Akiko Sakamoto                                | Nhật Bản   | 29:07:44  | Sumie Inagaki                                   | Nhật Bản        | 29:38:54  | Barbara Szlachetka   | Đức         | 31:50:23  |
| 2002 | Irina Reutovich                               | Nga        | 28:10:48  | Hiroko Okiyama                                  | Nhật Bản        | 30:25:49  | Mayumi Okabe         | Nhật Bản    | 31:33:35  |
| 2001 | Alzira Portela-Lario                          | Bồ Đào Nha | 30:31:41  | Kimie Funada(later Kimie Noto)                  | Nhật Bản        | 33:49:17  | Heike Pawzik         | Đức         | 34:41:10  |
| 2000 | Hiroko Okiyama                                | Nhật Bản   | 29:16:37  | Mary Larsson                                    | Hoa Kỳ          | 30:56:16  | Helga Backhaus       | Đức         | 31:35:24  |
| 1999 | Anny Monot                                    | Pháp       | 35:38:08  | Kimie Funada(later Kimie Noto)                  | Nhật Bản        | 35:41:31  | -                    | -           | -         |
| 1998 | Mary Larsson                                  | Thụy Điển  | 28:46.58  | Kimie Funada(later Kimie Noto)                  | Nhật Bản        | 29:32:21  | Helga Backhaus       | Đức         | 29:53:49  |
| 1997 | Helga Backhaus                                | Đức        | 30:39:00  | Kimie Funada(later Kimie Noto)                  | Nhật Bản        | 33:36:00  | Heike Pawzik         | Đức         | 33:46:00  |
| 1996 | Helga Backhaus                                | Đức        | 29:33:00  | Kimie Funada(later Kimie Noto)                  | Nhật Bản        | 33:36:00  | Heike Pawzik         | Đức         | 33:46:00  |
| 1995 | Kimie Funada (later Kimie Noto)               | Nhật Bản   | 29:32:21  | Helga Backhaus                                  | Đức             | 30:41:00  | Miyako Yoshikoshi    | Nhật Bản    | 35:40:31  |
| 1994 | Helga Backhaus                                | Đức        | 30:39:00  | Kazuko Kaihata                                  | Nhật Bản        | 34:12:17  | Miyako Yoshikoshi    | Nhật Bản    | 34:33:21  |
| 1993 | Sigrid Lomsky                                 | Đức        | 32:46:17  | Marie Bertrand                                  | Pháp            | 33:47:12  | Miyako Yoshikoshi    | Nhật Bản    | 34:18:00  |
| 1992 | Hilary Walker                                 | Anh Quốc   | 31:23:30  | Mary Hanudel-Larsson                            | Hoa Kỳ          | 33:47:00  | Miyako Yoshikoshi    | Nhật Bản    | 33:47:52  |
| 1991 | Ursula Blasberg                               | Đức        | 34:42:45  | -                                               | -               | -         | -                    | -           | -         |
| 1990 | Anne-Marie Deguilhem                          | Pháp       | 34:07:41  | Pascale Mahe                                    | Pháp            | 35:08:03  | Mary Hanudel-Larsson | Hoa Kỳ      | 35:31:30  |
| 1989 | Mary Hanudel (later Mary Larsson)             | Hoa Kỳ     | 31:57:23  | Monika Kuno                                     | Đức             | 34:10:00  | Eiko Endo            | Nhật Bản    | 34:36:49  |
| 1988 | -                                             | -          | -         | -                                               | -               | -         | -                    | -           | -         |
| 1987 | Hilary Walker                                 | Anh Quốc   | 31:23:30  | Waltraud Reisert                                | Đức             | 35:31:56  | -                    | -           | -         |
| 1986 | Mary Hanudel (later Mary Larsson)             | Hoa Kỳ     | 31:46:45  | Waltraud Reisert                                | Đức             | 33:21:00  | -                    | -           | -         |
| 1985 | Mary Hanudel (later Mary Larsson)             | Hoa Kỳ     | 34:10     | -                                               | -               | -         | -                    | -           | -         |
| 1984 | Mary Hanudel (later Mary Larsson)             | Hoa Kỳ     | 30:27:00  | Marcy Schwam Lorna Richey (later Lorna Michael) | Hoa Kỳ · Hoa Kỳ | 34:15:10  | -                    | -           | -         |
| 1983 | Eleanor Robinson (formerly Adams)             | Anh Quốc   | 32:37:52  | -                                               | -               | -         | -                    | -           | -         |